# 軽米郵便局
軽米郵便局（かるまいゆうびんきょく）は岩手県九戸郡軽米町にある郵便局である。民営化前の分類では集配特定郵便局であった。局番号は83022。

## 概要
住所：〒028-6399 岩手県九戸郡軽米町軽米8-62

## 沿革
- 1874年（明治7年）12月20日 - 軽米郵便取扱所として開設[1]。
- 1875年（明治8年）1月1日 - 軽米郵便局（五等）となる。
- 1885年（明治18年） - 貯金取扱を開始。
- 1890年（明治23年）8月1日 - 為替取扱を開始。
- 1901年（明治34年）12月21日 - 軽米郵便電信局となる。
- 1903年（明治36年）4月1日 - 通信官署官制の施行に伴い軽米郵便局となる。
- 1967年（昭和42年）11月26日 - 電話の加入および料金に関する簡易な事務を除く電話交換事務を岩手福岡電報電話局に移管[2]。
- 1975年（昭和50年）12月3日 - 和文電報配達および電話の加入・料金に関する簡易な事務を軽米電報電話局に移管。
- 2004年（平成16年）9月6日 - 小軽米郵便局より集配事務を移管[3]。
- 2007年（平成19年）10月1日 - 民営化に伴い、併設された郵便事業二戸支店軽米集配センターに一部業務を移管。
- 2012年（平成24年）10月1日 - 日本郵便株式会社発足に伴い、郵便事業二戸支店軽米集配センターを軽米郵便局に統合。

## 取扱内容
- 郵便、印紙、ゆうパック、内容証明
- 貯金、為替、振替、振込、国際送金、国債
- 生命保険、バイク自賠責保険
- ゆうちょ銀行ATM - 振替対応
- 九戸郡軽米町内の一部（〒028-63xx）の集配業務

## 周辺
- 軽米町役場
- 軽米町立図書館
- 国道395号

## アクセス
- JRバス東北（軽米線）、岩手県北バス（ウィンディ号・軽米 - 大野線・伊保内/上円子 - 軽米線）、南部バス（八戸 - 軽米線） 大町（県北バスでは、軽米大町）停留所下車
- 八戸自動車道 軽米ICから南東へ約1km
- 駐車場あり：5台